# Roger Mears
Roger Mears (ur. 24 marca 1947 roku w Wichita) – amerykański kierowca wyścigowy.

## Życiorys
Mears rozpoczął karierę w międzynarodowych wyścigach samochodowych w 1978 roku od startów w USAC National Championship. Z dorobkiem czterystu punktów został sklasyfikowany na 25 pozycji w końcowej klasyfikacji kierowców. W późniejszym okresie Amerykanin pojawiał się także w stawce USAC Mini-Indy Series, CART Indy Car World Series, Indianapolis 500, IMSA Camel GTO, USAC Gold Crown Championship oraz NASCAR Truck Series
W CART Indy Car World Series Mears startował w latach 1979-1980, 1982-1984. Najlepszy wynik Amerykanin osiągnął w 1982 roku, kiedy uzbierane 103 punkty dało mu dziewiąte miejsce w klasyfikacji generalnej.